# AIDC AT-3
El  AIDC AT-3 Tzu Chung (en chino tradicional, 自強; en chino simplificado, 自强; pinyin, Zìqiáng) ("Autosuficiencia") es un avión de entrenamiento a reacción avanzado operado por la Fuerza Aérea de la República de China. Un total de sesenta y dos aviones fueron fabricados entre 1984 y 1980 por la Corporación de Desarrollo Industrial Aeroespacial (AIDC según sus siglas en inglés) con asistencia de la empresa estadounidense Northrop Corporation. También se construyeron dos versiones denominadas A-3, que posee un solo asiento y están enfocados en el ataque a tierra.

## Diseño y desarrollo
El diseño del entrenador comenzó en 1975, con una configuración convencional de ala baja con un tren de aterrizaje de triciclo, cabina de asiento en tándem y turbofán gemelos montados en góndolas a cada lado del fuselaje. Una vez que el diseño fue aprobado en 1978, se construyeron dos prototipos. El primer prototipo fue presentado al público en 1980 y realizó su primer vuelo el 16 de septiembre de 1980. Evaluaciones posteriores resultaron en un contrato para 60 AT-3A para la Fuerza Aérea de la República de China.
El AT-3 es un monoplano de ala baja con un ala recta y un plano de cola convencional. El 'AT-3' tiene cinco soportes de armas (una en la línea central, dos en las alas interiores inferiores, y dos en las alas inferiores exteriores) y rieles de lanzamiento de punta de ala. Hay un asiento eyectable en cada cabina, del tipo Zero-Zero fabricados por Martin-Baker. El asiento trasero (la posición del Instructor) se eleva 30 cm para permitir una mejor visibilidad sobre la nariz. También posee una pequeña bodega para bombas que raramente es usada y que principalmente se utiliza para cargar un tanque de combustible externo. El AT-3 posee dos motores Honeywell Aerospace Garrett TFE731 sin capacidad de postcombustión, que producen un empuje total de 3178 kg. El diseño y prestaciones del avión recuerdan mucho al de su contemporáneo CASA C-101.
Puede llevar bombas de varios tamaños, una cohetera, misiles aire-aire AIM-9 Sidewinder en su variante local denominada TC-1.

## Historia operacional
El primer operador del AT-3 fue el Comando de entrenamiento de vuelo de la Fuerza Aérea de China. En 1988 el escuadrón Thunder Tigers reemplazo sus Northrop F-5 por los AT-3. Lo mismo haría el 35º Escuadrón de Combate (Ataque Nocturno) el 9 de septiembre de 1989 al reemplazar sus Lockheed T-33 Shooting Star. Los AT-3 de este escuadrón fueron pintados con un esquema de camuflaje en jungla y ametralladoras semi-empotradas gemelas de 12.7 mm en la bahía de bombas. El escuadrón fue disuelto en 1999, y sus aviones fueron transferidos a la academia de pilotos de la Fuerza Aérea.
El avión funciona como un entrenador avanzado y para el entrenamiento con armas, y todos los AT-3 en servicio en la Fuerza Aérea están pintados con los colores azul, blanco y rojo del escuadrón Thunder Tigers.
Los AT-3 pasaron por una actualización de media vida entre 2001 y 2006 que les permite operar más allá de 2016.
El XA-3 Lui Meng (en chino tradicional, 雷鳴; en chino simplificado, 雷鸣; pinyin, Léimíng) ("Trueno") es una versión cancelada del AT-3, con un solo asiento y enfocado en el ataque. Dos de esos aviones fueron construidos, numerados 901 y 902. Ambas aeronaves participaron en la Tercera Crisis del Estrecho de Taiwán. Actualmente se encuentran retirados y en exhibición.

## Variantes
- XAT-3 : Los primeros dos prototipos
- AT-3A : Edición estándar de entrenamiento y ataque ligero, fueron producidos 60 en total.
- AT-3B : Versión creada por la actualización de media vida, 45 de las 60 aeronaves corresponden a esta versión. Poseen un radar APG-66T y head-up display (HUD)
- XA-3 (Lei Ming): Versión de un solo asiento y enfocada en el ataque. El proyecto fue cancelado para favorecer el AIDC F-CK-1 Ching-kuo. Se encuentran retirados y en exhibición.

## Operadores
República de China
- Fuerza Aérea de la República de China

## Specifications
Referencia datos: Attack and Interceptor Jets.

### Características generales
- Tripulación: 2× pilotos.
- Longitud: 12.9m
- Envergadura: 10.46m
- Altura: 4.36m
- Superficie alar: 15,6 m² (168,2 ft²)
- Peso vacío: 3855kg
- Peso máximo al despegue: 7940kg
- Planta motriz: 2× turboventilador Garrett AiResearch TFE731-2 turbofans.
  - Empuje normal: 15,6 kN (1588 kgf; 3500 lbf) de empuje cada uno.

### Rendimiento
- Velocidad máxima operativa (Vno): 904 km/h (562 MPH; 488 kt) km/h
- Alcance: 2280 km (1231 nmi; 1417 mi)
- Techo de vuelo: 14,650 m

### Armamento
- Ametralladoras: 2× Calibre .50 en gun pods de 20 mm
- Bombas: Mk 82 500 lb, Mk84 2000 lb y Mk20 clúster
- Cohetes: 5 en contenedores de 2.75
- Misiles: 2× misil aire-aire AIM-9 Sidewinder

### Aeronaves similares
- Dassault-Breguet/Dornier Alpha Jet
- BAE Hawk
- Sukhoi Su-25
- Mikoyan MiG-AT
- Yakovlev Yak-130
- AMX International AMX
- Aermacchi MB-339
- Alenia Aermacchi M-346
- Alenia Aermacchi M-346 Master
- CASA C-101 Aviojet
- IAR 99
- Aero L-39 Albatros
- PZL I-22 Iryda
- HAL HJT-36
- Kawasaki T-4
- Soko G-4 Super Galeb
- I.A. 63 Pampa
- Hongdu L-15 Falcon

- Wikimedia Commons alberga una categoría multimedia sobre AIDC AT-3.